# Juegos Binacionales de la Araucanía
Los Juegos Binacionales de la Araucanía son un conjunto de competencias deportivas que reúnen a jóvenes procedentes del sur de Chile y Argentina. Los juegos duran una semana y participan alrededor de 2000 deportistas de la categoría "Sub – 18", que proceden de las regiones patagónicas de Chile y de las provincias patagónicas de Argentina, desde el año 1992, cuya primera edición fue en la Región de La Araucanía.

## Origen
En 1990 la Coordinación Regional de Deportes y Recreación de la IX Región de Chile y la Subsecretaría de Deportes de la Provincia de Neuquén, Argentina, iniciaron conversaciones para la realización de las denominadas Jornadas Binacionales e intercambio de Delegaciones Deportivas.
Tras la firma de un memorando de entendimiento entre los cancilleres de Argentina y Chile el 2 de agosto de 1991, a fines del año siguiente se realiza la I Edición de los Juegos de la Araucanía, cayendo la responsabilidad de organización en la IX Región, Araucanía, de la República de Chile.
En dichos juegos participaron por Chile la VIII, IX, X, XI y XII Regiones y por Argentina, las provincias de La Pampa, Neuquén, Río Negro, Santa Cruz, Tierra del Fuego y Chubut.
En la edición de 2023 participaron 7 disciplinas (fútbol, básquetbol, ciclismo, atletismo, vóleibol, judo y natación) en 5 sedes, congregando 2.500 deportistas sub-19 de 7 regiones chilenas (Ñuble, Biobío, La Araucanía, Los Ríos, Los Lagos, Aysén y Magallanes) y 6 provincias argentinas (La Pampa, Neuquén, Río Negro, Chubut, Santa Cruz y Tierra del Fuego).

## Delegaciones
| Lista de delegaciones participantes                                                      | Lista de delegaciones participantes                                                    | Lista de delegaciones participantes |
| ---------------------------------------------------------------------------------------- | -------------------------------------------------------------------------------------- | ----------------------------------- |
| - Biobío - Ñuble (desde 2019) - La Araucanía - Los Ríos - Los Lagos - Aysén - Magallanes | - La Pampa - Neuquén - Río Negro - Chubut - Santa Cruz (desde 1993) - Tierra del Fuego |                                     |

## Ediciones
| Año  | Edición        | Sede                          | Ciudades                                                                                | Campeón general |
| ---- | -------------- | ----------------------------- | --------------------------------------------------------------------------------------- | --------------- |
| 1992 | I edición      | Región de La Araucanía        |                                                                                         | La Pampa        |
| 1993 | II edición     | Provincia de Neuquén          |                                                                                         | Neuquén         |
| 1994 | III edición    | Región del Biobío             |                                                                                         | Biobío          |
| 1995 | IV edición     | Provincia de La Pampa         |                                                                                         | La Pampa        |
| 1996 | V edición      | Región de Los Lagos           |                                                                                         | La Pampa        |
| 1997 | VI edición     | Provincia del Chubut          |                                                                                         | La Pampa        |
| 1998 | VII edición    | Región de Magallanes          |                                                                                         | Río Negro       |
| 1999 | VIII edición   | Provincia de Río Negro        |                                                                                         | La Pampa        |
| 2000 | IX edición     | Región de Aysén               | Coyhaique                                                                               | Río Negro       |
| 2001 | X edición      | Provincia de Santa Cruz       |                                                                                         | Santa Cruz      |
| 2002 | XI edición     | Región de La Araucanía        |                                                                                         | Río Negro       |
| 2003 | XII edición    | Provincia de Neuquén          |                                                                                         | Río Negro       |
| 2004 | XIII edición   | Región del Biobío             | Concepción, Talcahuano, Los Ángeles, Chillán, Tomé, San Pedro de la Paz y Quillón.      | Río Negro       |
| 2005 | XIV edición    | Provincia de Chubut           |                                                                                         | Chubut          |
| 2006 | XV edición     | Región de Magallanes          | Punta Arenas, Pto. Natales y Porvenir                                                   | Río Negro       |
| 2007 | XVI edición    | Provincia de La Pampa         |                                                                                         | Chubut          |
| 2008 | XVII edición   | Región de Los Lagos           | Osorno, Frutillar, Puerto Varas, Puerto Montt, Ancud, Castro y Bariloche.               | Biobío          |
| 2009 | XVIII edición  | Provincia de Río Negro        | Bariloche y Osorno.                                                                     | Río Negro       |
| 2010 | XIX edición    | Región de Aysén               | Coyhaique                                                                               | Río Negro       |
| 2011 | XX edición     | Provincia de Tierra del Fuego | Ushuaia, Río Grande y Tolhuin.                                                          | Río Negro       |
| 2012 | XXI edición    | Región de los Ríos            | Valdivia y Futrono.                                                                     | Biobío          |
| 2013 | XXII edición   | Provincia de Santa Cruz       | Río Gallegos y Calafate.                                                                | Chubut          |
| 2014 | XXIII edición  | Región de La Araucanía        | Temuco, Villarrica, Angol, Victoria y Vilcún.                                           | Biobío          |
| 2015 | XXIV edición   | Provincia de Neuquén          | Neuquén, Villa El Chocón, Plottier y Centenario.                                        | Río Negro       |
| 2016 | XXV edición    | Región del Biobío             | Concepción, Talcahuano, Los Ángeles, Chillán, Tomé, San Pedro de la Paz, Arauco y Lebu. | Río Negro       |
| 2017 | XXVI edición   | Provincia del Chubut          | Comodoro Rivadavia, Pto.Madryn, Rawson y Trelew                                         | Chubut          |
| 2018 | XXVII edición  | Región de Magallanes          | Punta Arenas y Puerto Natales                                                           | Río Negro       |
| 2019 | XXVIII edición | Provincia de La Pampa         | Santa Rosa, Eduardo Castex, General Pico, Toay y La Adela                               | Río Negro       |
| 2022 | XXIX edición   | Región de Los Lagos           | Osorno-Puerto Montt-Ancud-Castro                                                        | Río Negro       |
| 2023 | XXX edición    | Provincia de Río Negro        | Viedma, Bariloche, Cipolletti y Choele Choel                                            | Río Negro       |
| 2024 | XXXI edición   | Región de Aysén               | Puerto Aysén, Coyhaique y Punta Arenas                                                  | Río Negro       |

## Deportes
Masculino y femenino
- Atletismo
- Baloncesto
- Voleibol
- Judo
- Natación
- Fútbol
- Ciclismo